# Kenji Miyazaki
Kenji Miyazaki (宮崎 健治 Miyazaki Kenji?, nacido el 24 de junio de 1977 en Fukuoka) es un exfutbolista japonés. Jugaba de centrocampista y su único club fue el Kyoto Purple Sanga de Japón.

## Trayectoria

### Clubes
| Club               | País  | Año         |
| ------------------ | ----- | ----------- |
| Kyoto Purple Sanga | Japón | 2000 - 2001 |